# Antonio Latella
Antonio Latella (Castellammare di Stabia, 2 marzo 1967) è un attore e regista teatrale italiano.

## Biografia
Studia recitazione presso la scuola del Teatro Stabile di Torino e la Bottega Teatrale di Firenze fondata da Vittorio Gassman.
Come attore è diretto da Pippo Di Marca, Luca Ronconi, Giuseppe Patroni Griffi, Massimo Castri, Elio De Capitani, Walter Pagliaro, Tito Piscitelli, Vittorio Gassman. Per Raitre, Dipartimento scuola educazione, è tra gli attori di Lezioni di Teatro scritto e condotto da Vittorio Gassman (1989).
Poco più che trentenne è chiamato a dirigere uno dei corsi dell'École des Maîtres (scuola itinerante internazionale, di perfezionamento teatrale, per giovani attori di diverse culture) in precedenza affidati ai più importanti maestri del teatro internazionale come Jacques Delcuvellerie, Luca Ronconi, Jerzy Grotowski, Anatolij Vasil'ev, Jacques Vassalle, Giancarlo Cobelli, Peter Stein, Dario Fo, Eimuntas Nekrošius e Lev Dodin.
Nel 2001 vince il suo primo Premio Ubu per il progetto Shakespeare e oltre e, nel 2004, il Premio Gassman come miglior artista dell'anno.
Tra le sue messinscene ci sono: Otello di William Shakespeare (1999), Romeo e Giulietta di William Shakespeare (2000), I Negri di Jean Genet (2002), Pilade di Pier Paolo Pasolini (2002), Querelle da Jean Genet (2002), Porcile di Pier Paolo Pasolini, Bestia da stile di Pier Paolo Pasolini (2004), Edoardo II di Christopher Marlowe (2004), La cena de le ceneri di Giordano Bruno (2005), Aspettando Godot di Samuel Beckett (2007).
In Francia, a Lione, nel 2004 debutta nella regia d'Opera con L'Orfeo di Claudio Monteverdi. Sempre nel 2004 mette in scena Orfeo ed Euridice di Gluck e, nel 2005, Tosca di Giacomo Puccini.
Nel 2006 insegna al CUT di Perugia dove dirige un gruppo di giovani attori in un testo di Sarah Kane.
Nell'ottobre del 2007 porta sulle scene Moby Dick, tratto dal romanzo di Herman Melville, una produzione del Teatro Stabile dell'Umbria nella quale il ruolo principale (il capitano Achab) è affidato a Giorgio Albertazzi. In scena protagonisti anche Marco Foschi, Annibale Pavone e Fabio Pasquini. Questo non è il primo Moby Dick di Latella poiché aveva già recitato nel 1992 in Ulisse e la balena bianca, spettacolo ispirato al romanzo di Melville, con la regia di Vittorio Gassman.
Dal 2007 è candidato al Premio Europa Realtà Teatrali del Premio Europa per il teatro.
Dal 2017 al 2020 è direttore del Festival Internazionale del Teatro della Biennale di Venezia.
Nel 2023, in occasione del centenario della nascita di Giovanni Testori e dopo la selezione di otto giovani interpreti, crea la Bottega Amletica Testoriana (BAT), occasione di lavoro e di studio sui tre Amleti dell'autore lombardo (Amleto, una storia per il cinema, Ambleto e Post-Hamlet). Il progetto si svolge tra Pesaro (Capitale della cultura 2024) e il Piccolo Teatro di Milano.
Sempre nel 2024 è il padrino e l'artista di punta della ventiduesima edizione del Kilowatt Festival di Sansepolcro.
Vive e lavora dividendosi tra Berlino e l'Italia.

## Regie teatrali e progetti didattici
- 1998 - Agatha
- 1999 - Otello
- 2000 - Romeo e Giulietta
- 2000 - Macbeth
- 2001 - Trilogia Genet - Stretta Sorveglianza
- 2001 - Amleto
- 2002 - Trilogia Genet - Querelle
- 2002 - Trilogia Pasolini - Pilade
- 2002 - Gagarin Way
- 2002 - Riccardo III
- 2002 - Trilogia Genet - I Negri
- 2003 - La bisbetica domata
- 2003 - La tempesta
- 2003 - Porcile
- 2003 - I trionfi
- 2004 - Edoardo II
- 2004 - Bestia da stile
- 2005 - Tosca
- 2005 - La Cena delle Ceneri
- 2006 - Le lacrime amare di Petra von Kant, di Rainer Werner Fassbinder
- 2006 - Studio su Medea
- 2007 - Moby Dick
- 2007 - Pericle
- 2007 - Aspettando Godot
- 2008 - Non essere - Testamento - Amleto
- 2008 - Non essere - Teatro - Il Duello
- 2008 - Non essere - Teatro - I Comici
- 2008 - Non essere - Spie - Rosencrantz & Guildensten
- 2008 - Non essere - Spie - Polonio
- 2008 - Non essere - Fratelli - Laerte
- 2008 - Non essere - Fratelli - Ofelia
- 2008 - Non essere - Potere - Regina Gertrude
- 2008 - Non essere - Potere - Re Claudio
- 2008 - Non essere - Ombre - Le Guardie e lo Spettro
- 2008 - Non essere - Ombre - I Becchini
- 2008 - Non essere - Progetto Hamlet's Portraits
- 2008 - Die Trilogie der Sommerfrische
- 2009 - Wild Wuchern Die Worter in Meinem Kopf. ein Triptychon
- 2009 - Die Verwandlung und Andere Erzahlungen
- 2009 - Don Chisciotte
- 2009 - Le nuvole
- 2010 - H L Dopa
- 2010 - Lear
- 2010 - Auguri e Figli Maschi! Caro George
- 2010 - Auguri e Figli Maschi! Il Gatto Nero
- 2010 - Auguri e Figli Maschi! Maria
- 2010 - Auguri e Figli Maschi! Kamikaze Number Five
- 2010 - Auguri e Figli Maschi! Fondamentalismo dell'Illuminismo
- 2010 - Auguri e Figli Maschi! Altare per Voce Sola: Maria
- 2010 - Auguri e Figli Maschi!
- 2011 - Don Giovanni a Cenar Teco
- 2011 - Mamma Mafia
- 2011 - Francamente Me Ne Infischio - 2. Atlanta
- 2011 - Francamente Me Ne Infischio - 1. Twins
- 2011 - La notte poco prima della foresta
- 2012 - Un tram che si chiama Desiderio
- 2012 - C'è del pianto in queste lacrime
- 2013 - Servitore di due padroni
- 2013 - A. H.
- 2014 - Natale in casa Cupiello
- 2014 - Faust diesis. Metronomo + Diapason
- 2015 - L'importanza di essere Earnest
- 2015 - Ti regalo la mia morte, Veronika
- 2016 - Santa Estasi. Atridi: otto ritratti di famiglia
- 2016 - Oedypus
- 2017 - Pinocchio
- 2017 - La Cenerentola
- 2018 - Aminta
- 2018 - L'isola dei pappagalli con Bonaventura prigioniero degli antropofagi
- 2019 - Eine göttliche Komödie. Dante < > Pasolini
- 2019 - Die drei Musketiere
- 2019 - La valle dell'Eden
- 2020 - Hamlet
- 2022 - Chi ha paura di Virginia Woolf?
- 2023 - BAT_Bottega Amletica Testoriana
- 2023 - La Locandiera
- 2024 - Wonder Woman
- 2025 - Zorro
- 2025 - Morte accidentale di un anarchico
- 2025 - Riccardo III

## Riconoscimenti
- Premio Ubu
  - 2000/01 – Premio speciale
  - 2006/07 – Miglior spettacolo per Studio su Medea
  - 2011/12 – Miglior regia per Un tram che si chiama desiderio di Tennessee Williams
  - 2012/13 – Miglior regia per Francamente me ne infischio di Linda Dalisi e Federico Bellini
  - 2015/16 – Miglior spettacolo per Santa Estasi. Atridi: otto ritratti di famiglia
  - 2018/19 – Miglior spettacolo per Aminta da Torquato Tasso
  - 2020/21 – MIglior spettacolo per Hamlet da William Shakespeare